# Demeton-S
Demeton-S (kortweg ook wel demeton genoemd) is een toxische organische verbinding met als brutoformule C8H19O3PS2. De stof komt voor als een kleurloze olieachtige vloeistof, die slecht oplosbaar is in water.
Demeton-S wordt gebruikt als insecticide.

## Toxicologie en veiligheid
De stof ontleedt bij verhitting en bij verbranding, met vorming van giftige dampen, onder andere fosforoxiden en zwaveloxiden. Het wordt gehydrolyseerd door zuren en basen.
De stof kan effecten hebben op het zenuwstelsel en remming van cholinesterase veroorzaken. Zelfs in kleine concentraties kan het leiden tot de dood.